# 体能 (雕塑)

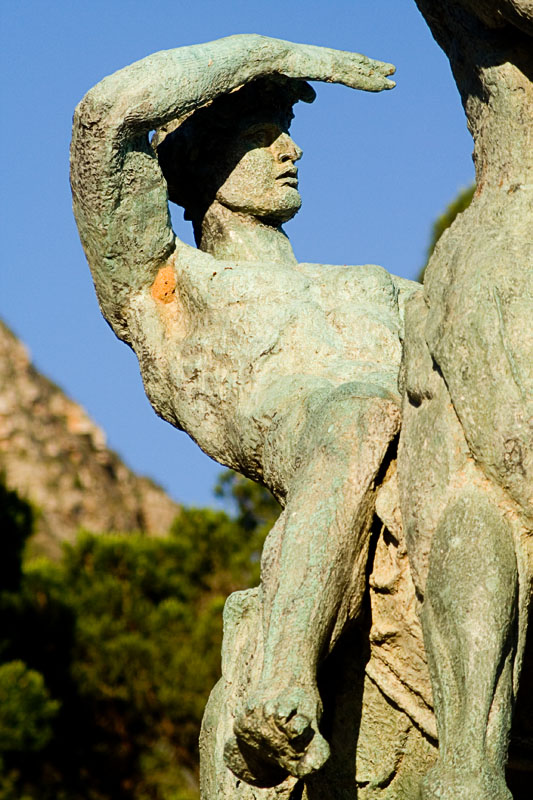
开普敦雕像

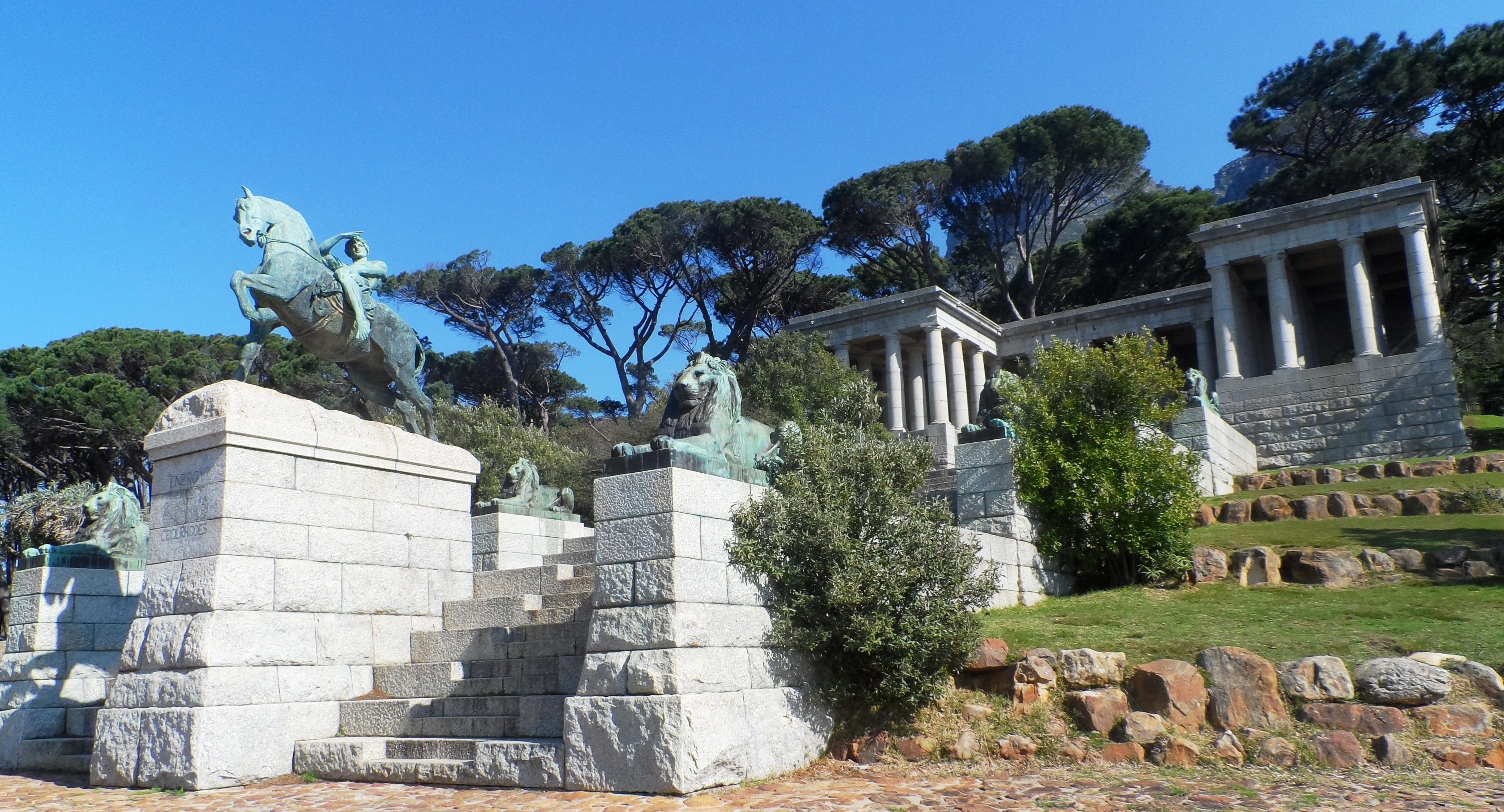
开普敦雕像

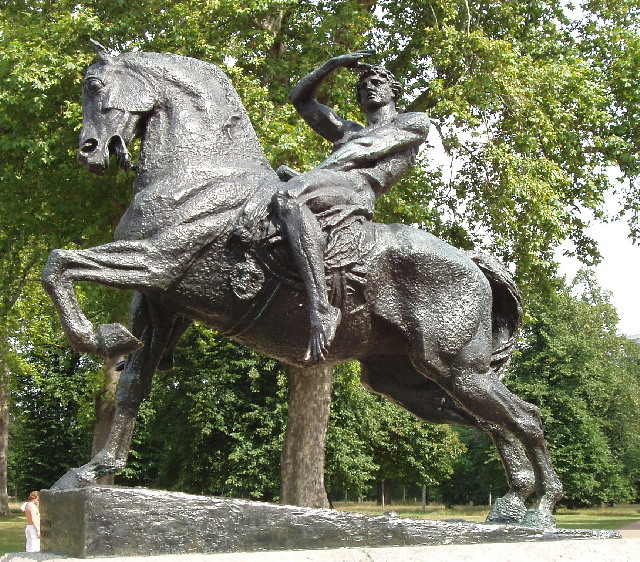
伦敦肯辛顿花园雕像

《体能》（Physical Energy）是英国艺术家乔治·弗雷德里克·沃茨的一尊青铜骑马雕像。沃茨主要是一位画家，但在19世纪70年代也开始从事雕塑创作。《体能》于1902年也就是沃茨去世前两年首次亮相，旨在纪念沃茨的“未知价值”。最初的石膏模型在沃茨美术馆。共有四尊全尺寸的青铜雕像：第一尊（1902年）在南非开普敦附近的魔鬼峰，第二尊（1905年）在伦敦的肯辛顿花园，第三尊（1959年）位于津巴布韦哈拉雷国家档案馆前，第四件青铜雕像由沃茨美术馆委托制作，以纪念沃茨诞辰200周年，于2017年使用由原始石膏模型制成的新模具铸造，将在萨里郡康普顿的沃茨美术馆展出。沃茨去世后，还铸造了一些较小的青铜铸件。

## 背景
这尊雕塑基于沃茨早期的切斯特伯爵休·卢珀斯的巨型青铜骑马雕像，于1870年由同名的第一代西敏公爵休·格羅夫納委托制作，作品于1883-1884年完成，灵感来自埃爾金石雕，在柴郡伊頓莊園展出。
沃茨于1880年代初开始研究《体能》。最初的石膏模型重3.5吨，现藏于萨里郡吉尔福德区康普顿的沃茨美术馆。雕塑描绘一个裸体男子骑在马上，左手握住缰绳，右手遮住眼睛，避开阳光。用艺术家自己的话来说，它象征“一种不安的生理冲动，寻求物质领域中尚未实现的东西”。
《体能》是沃茨在公共雕塑领域雄心壮志的巅峰，体现了艺术家的信念，认为伟大的艺术将给整个国家带来巨大的利益。沃茨将《体能》视为人类活力和人类不断进步的象征。